# پاسکال اروه
پاسکال اروه (فرانسوی: Pascal Hervé‎؛ زادهٔ ۱۳ ژوئیهٔ ۱۹۶۴) دوچرخه‌سوار اهل فرانسه است.
از باشگاه‌هایی که در آن رکاب زده‌است می‌توان به تیم دوچرخه‌سواری فستینا اشاره کرد.